# Katze mit Hut (Film)
Katze mit Hut ist ein deutsches Marionetten-Spiel der Augsburger Puppenkiste nach dem gleichnamigen Roman von Simon und Desi Ruge. Regie führte Sepp Strubel. Die Fortsetzung ist Neues von der Katze mit Hut.

## Handlung
Die Handlung ist in vier unabhängige Kapitel mit jeweils 23 bis 30 Minuten Länge geteilt:

### Backpflaumenallee 17
Obwohl die Katze mit Hut eigentlich nach Hamburg wollte, endet ihr Zug im kleinen Ort Stackeln an der Kruke. Dort zieht sie schnell in das Haus in der Backpflaumenallee mit der Nummer 17, dessen Vermieter der brummelige Brauereidirektor Maulwisch ist. Trotz der anfänglichen Warnung Maulwischs nimmt die Katze, ohne Miete zu bezahlen, acht Tiere in das Haus Katze auf:
- Marianne Dudel, ein Dudelhuhn
- Kapitän Knaak, ein Seefahrerhund
- Hundertfuß, ein lichtscheuer Hundertfuß
- Puddingbrumsel, ein Insekt mit einer Vorliebe für Pudding
- Zappergeck, ein freches Reptil
- Baby Hübner, ein Musikschwein ohne große Begabung
- Stolpervogel, ein storchenähnlicher Vogel
- Lama, ein schläfriges Lama

### Der große Tumult
Maulwisch droht der Katze an, sie und die übrigen Hausbewohner vor die Tür zu setzen, wenn die Miete nicht bezahlt wird. Obwohl die Katze inzwischen einer geregelten Arbeit nachgeht, reicht das Geld nicht, um die laufenden Kosten zu decken. Als sich Maulwisch ein weiteres Mal ankündigt, um die fällige Miete einzutreiben, versuchen die Hausbewohner, ihm einen besonders angenehmen Empfang und Aufenthalt zu bereiten, was allerdings gründlich misslingt. Dennoch lässt sich Maulwisch letztendlich von den Tränen der Katze erweichen und gewährt der Hausgemeinschaft weiterhin mietfreies Wohnrecht.

### Schatz im Keller
Die Katze hat eine neue Stelle. Sie liest einer alten Dame vor. In einem Buch ist von einem Schatz im Keller die Rede. Die Katze schlägt vor, selber nach einem Schatz zu suchen. Die Gebrüder Erbsenstein, ein von vielen Leuten verkanntes aber von der Katze geschätztes Erfinderduo, liefern die dazu benötigte Schatzsuchmaschine, mit der sie Tag für Tag die Stadt unterbohren. Dabei finden sie nur alte Kessel, Knöpfe und Ähnliches. An einem Tag aber finden sie einen goldenen Ring, in den Mimi eingraviert ist. Sie spüren auch die Dame Mimi auf und geben ihn ihr zurück. Dafür näht sie ihnen neue Anzüge. Die Maschine ist kaputt und bleibt deshalb in Mimis Garten als Vogelscheuche. Die Erbsensteins bleiben hingegen in der Backpflaumenallee 17 und richten sich im alten Weinkeller ihre Werkstatt ein.

### Die Naturforscher
Eines Tages kommen zwei Naturforscher zur Katze. Sie wollen den Hundertfuß interviewen und Fotos von ihm schießen. Als sie das mit der Genehmigung des Hundertfußes tun, wollen auch die anderen Bewohner des Hauses fotografiert werden. Es entsteht ein Gruppenfoto, mit dem aber niemand zufrieden ist. Die Katze entschließt sich, mit Knaaks Hilfe die Forscher im Haus zu halten. Mithilfe von Tabakkrümeln und Leuchtfarbe gaukeln sie den Forschern angebliche Leuchtmotten auf dem Dachboden vor. Der Schwindel fliegt aber schließlich auf und die Forscher reisen wieder ab.

## Synchronisation
| Rolle          | Figur        | Stimme                                |
| -------------- | ------------ | ------------------------------------- |
| Katze mit Hut  | Katze        | Ariane Roggen                         |
| Marianne Dudel | Huhn         | Heidi Vogel                           |
| Puddingbrumsel | Biene/Hummel | Claudia Hansmann-Strubel              |
| Kapitän Knaak  | Hund         | Peter-Uwe Arndt                       |
| Maulwisch      | Mensch       | Sepp Wäsche                           |
| Baby Hübner    | Wildschwein  | Ernst H. Hilbich                      |
| Hundertfuß     | Hundertfüßer | Peter Schmidt-Pavloff                 |
| Zappergeck     | Reptil       | Margot Schellemann                    |
| Lama           | Lama         | Christl Peschke                       |
| Erbsensteins   | Menschen     | Arno Bergler, Hanns-Joachim Marschall |
| Stolpervogel   | Vogel        | Herbert Mayer                         |
| Dr. E. Musel   | Mensch       | Sepp Strubel                          |
| Erzähler       |              | Wolfgang Reinsch                      |

## Unterschiede zum Buch
- Einige Inhaltspunkte sind nicht in die Verfilmung übernommen worden, z. B.:

- Die Katze arbeitet unmittelbar nach ihrer Ankunft in Stackeln kurzzeitig als  Kammerjägerin in einer Mühle.
- Der Stolpervogel sucht zunächst in anderen Haushalten der Stadt Unterschlupf, wird aber davongejagt und nur von der Katze vor den wütenden Einwohnern verteidigt.
- Die neuen Anzüge der Erbsensteins werden nicht von Mimi Weesche, sondern ihrem Mann genäht, der im Film nicht vorkommt.
- Das zeitweise unkontrollierte Wachstum von Rhabarber im Garten der Backpflaumenallee 17 und Kapitän Knaaks Bericht von den Kürbisinseln wurden in der Verfilmung ausgelassen.
- Einige kleine Räume des Hauses wie der Waschkeller und die Kofferkammer wurden nicht eingearbeitet.

- Im Buch ist eine Episode, in welcher der Zappergeck die Tasche der Katze verschenkt, sowie die Figur des Igel Lehmann enthalten. Diese wurden erst in die Fortsetzung Neues von der Katze mit Hut eingearbeitet.
- Die Reihenfolge einiger Ereignisse, z. B. der Einzug der einzelnen Hausbewohner, ist leicht geändert.
- Baby Hübner spielt im Buch eine sehr kleine Rolle, während er im Film regelmäßig beim Musizieren zu sehen oder zu hören ist.
- Im Buch wohnt der Hundertfuß auf dem Schrank im Wohnzimmer und lagert dort auch seine Glühbirnensammlung. Die anderen Bewohner nutzen das Wohnzimmer hingegen nicht.
- Die Erbsensteins werden im Buch als „Liliputaner“ bezeichnet und sind nur etwa halb so groß wie ein Durchschnittsmensch.
- Während der Zappergeck in der Verfilmung als hyperaktiv dargestellt ist, wird er im Buch lediglich als „schwieriges Kind“ bezeichnet und verhält sich unabsichtlich auch so.
- Im Buch existieren die Leuchtmotten tatsächlich. Die Forscher werden jedoch von einer aufdringlichen Hornisse vertrieben.

## Kritiken
„Die ‚Katze mit Hut‘ ist eine Kinderfilmreihe der Augsburger Puppenkiste und für die jüngere Generation und die ganze Familie zu empfehlen. Liebenswert inszeniert und kindgerecht.“

„Die skurrile Geschichte mit ihren vielen schrägen Protagonisten ist bereits für die ganz kleinen Zuschauer geeignet, begeistert aber auch noch erwachsene Puppenkiste-Fans.“